# Wang Meng (pattinatrice)
Wang Meng, 王濛, pinyin Wáng Méng (Qitaihe, 10 aprile 1985), è un'ex pattinatrice di short track cinese. In carriera ha vinto quattro medaglie d'oro, un argento e un bronzo ai Giochi olimpici di Torino 2006 e Vancouver 2010.

## Carriera
Ha conquistato ai Giochi olimpici di Torino 2006 la medaglia d'oro nei 500 metri, la medaglia d'argento nei 1000 metri (usufruendo della squalifica della coreana Choi Eun-Kyung) e la medaglia di bronzo nei 1500. Nella finale dei 3000 metri staffetta la squadra cinese, di cui faceva parte, arrivata terza è stata squalificata al termine della gara.
Nel 2010 ha rappresentato la Cina ai Giochi olimpici di Vancouver.
Nella staffetta 3000 metri, con le compagne di nazionale Sun Linlin, Zhang Hui e Zhou Yang, si è aggiudicata la sua terza medaglia d'oro, dopo quelle conquistate nei 500 m (concludendo davanti alla canadese Marianne St-Gelais e all'italiana Arianna Fontana) e nei 1000 m, risultando così l'atleta che in assoluto ha vinto più medaglie d'oro alle Olimpiadi di Vancouver 2010.

## Palmarès

### Olimpiadi
- 6 medaglie:
  - 4 ori (500 m a Torino 2006; 500 m, 1000 m e 3000 m staffetta a Vancouver 2010);
  - 1 argento (1000 m a Torino 2006);
  - 1 bronzo (1500 m a Torino 2006).

### Mondiali
- 31 medaglie:
  - 18 ori (staffetta a Varsavia 2003; 500 m a Göteborg 2004; 500 m e 3000 m staffetta a Minneapolis 2006; generale, 500 m, 1000 m e 1500 m a Gangwon 2008; 500 m, 1000 m e staffetta a Vienna 2009 e 500 e 1000 m a Sofia 2010; 500 m, 1000 m, staffetta, classifica generale a Debrecen 2013);
  - 10 argenti (generale, 1500 m e staffetta a Göteborg 2004; 500 m e staffetta a Pechino 2005; generale, 1000 m, 1500 m e 3000 m a Minneapolis 2006 e Sofia 2010 (generale);
  - 3 bronzi Pechino 2005 (1000 m e 1500 m) e Gangwon 2008 (staffetta).

### Mondiali a squadre
- 6 medaglie:
  - 2 ori (2008 e 2009);
  - 4 argenti (2003, 2004, 2005 e 2006).

### Coppa del Mondo
- Vincitrice della Coppa del Mondo dei 500 m nel 2005, nel 2006, nel 2007, nel 2008, nel 2009, nel 2010, nel 2013 e nel 2014.
- Vincitrice della Coppa del Mondo dei 1000 m nel 2006, nel 2009 e nel 2010.
- Miglior piazzamento nella Coppa del Mondo dei 1500 m: 2ª nel 2005.
- 128 podi (90 individuali, 38 a squadre):
  - 82 vittorie (56 individuali, 26 a squadre);
  - 32 secondi posti (21 individuali, 11 a squadre);
  - 14 terzi posti (13 individuali, 1 a squadre).